# Borya laciniata
Borya laciniata är en enhjärtbladig växtart som beskrevs av David Maughan Churchill. Borya laciniata ingår i släktet Borya och familjen Boryaceae. Inga underarter finns listade i Catalogue of Life.